# Velika rdeča pega
Velika rdeča pega je anticiklonska nevihta (visokega pritiska) na planetu Jupiter, 22° južno od njegovega ekvatorja. Traja že vsaj 300 let. Nevihta je dovolj velika, da jo lahko vidimo z daljnogledi na Zemlji.
Prva sta jo opazovala Cassini ali Hooke okoli leta 1665. Pika je rdeča, ker vsebuje z metanom bogate pline rdeče barve, ki se dvigujejo iz nižjih predelov atmosfere. 
Njena jajčasta oblika se vrti v obratni smeri urinega kazalca z vrtilno dobo približno 6 dni. Velikost Velike rdeče pege je okoli 24 do 40.000 km × 12 do 14.000 km. Velika je kot dva (ali trije) planeti Zemljine velikosti. Vrhovi njenih oblakov so ~8 km nad vrhovi sosednjih oblakov.
Nevihte, kakršna je ta, so običajne v atmosferah plinskih velikanov. Na primer Neptun ima Veliko temno pego. Jupiter ima tudi manjše neimenovane nevihte, bele ovale in rjave ovale. Beli ovali vsebujejo relativno bolj hladne oblake. Rjavi ovali so toplejši in ležijo znotraj »običajne plasti oblakov«. Takšne nevihte lahko trajajo ure ali stoletja.
Ni natančno znano kaj povzroča rdečo barvo pege. Po eni teoriji dvigovanja pege dvigujejo fosforne mešanice iz globljih plasti atmosfere. Velika rdeča pega je izredno stanovitna, saj jo je prvi opazil Galilei leta 1610 pred več kot 300 leti. Več dejavnikov je odgovornih za njeno dolgoživost. Pega se nikoli ne dotakne trdne površine, kjer bi se njena energija razsipala, njeno gibanje pa poganja Jupitrova notranja toplota. Simulacije nakazujejo, da pega vsrka manjše motnje atmosfere.
Trenutno je Velika rdeča pega približno za polovico manjša kot je bila pred sto leti. Ni znano, kako dolgo bo še trajala, kakor tudi ne, ali je posledica običajnih kolebanj.